# 洛伊
洛伊 或者 蘆（Loy）可以指：

## 人物
- 玛娜·洛伊（英語：Myrna Loy，1905年8月2日－1993年12月14日），位美国女演员。
- 蘆裴德（德語：Ferdinand Loy，1892年1月17日－1969年6月23日），天主教德国神父。
- 弗朗切斯科·洛伊（義大利語：Francesco Loi 或 Francesco Loy，1891年2月21日－1977年3月9日），意大利前男子竞技体操运动员。

|  | 本页或本分段罗列了姓氏为「洛伊」的人物。 如果是一个指代特定个人的内链将您引导到本页，請考慮修正該人物的名字以將链接指向正確的條目。 |